# 阿龙
阿龙（Aron），是印度中央邦Guna县的一个城镇。总人口21230（2001年）。

## 人口
该地2001年总人口21230人，其中男性11211人，女性10019人；0—6岁人口3730人，其中男1927人，女1803人；识字率51.07%，其中男性为59.74%，女性为41.38%。